# Бостонский университет

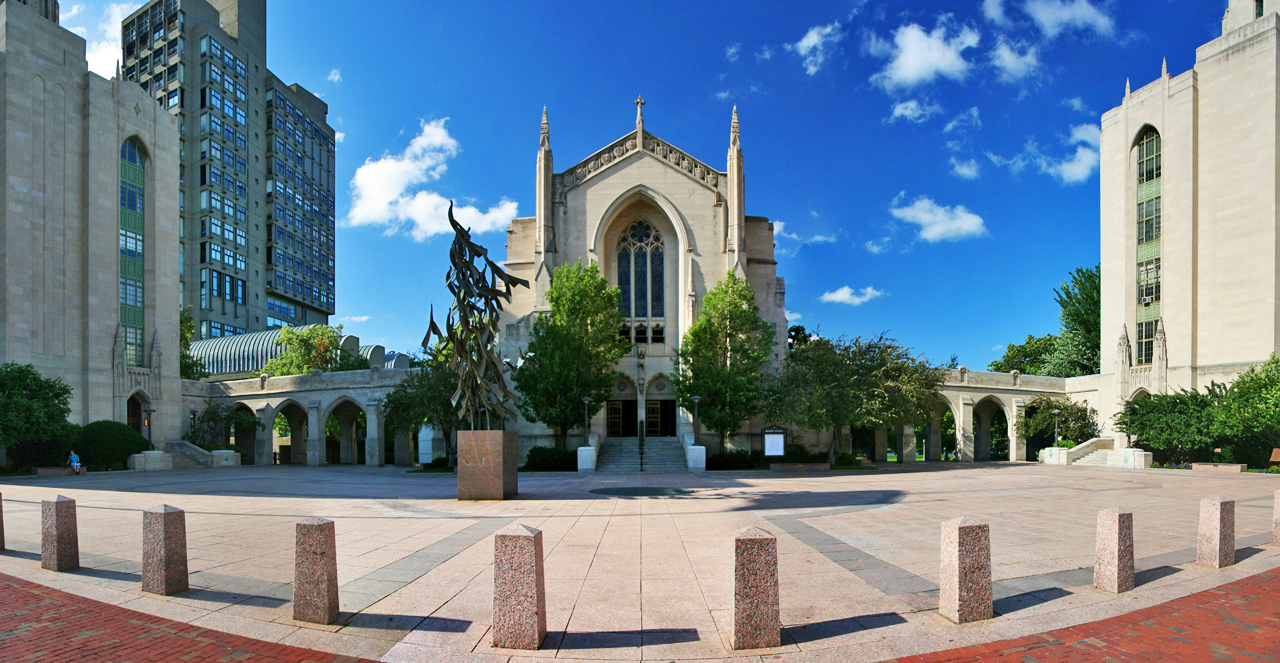
Марш Плаза и окружающие строения в кампусе на реке Чарльз

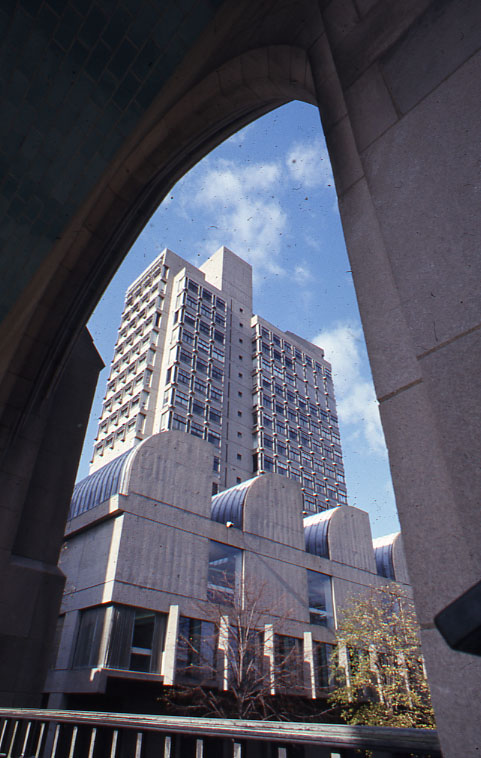
Школа юриспруденции

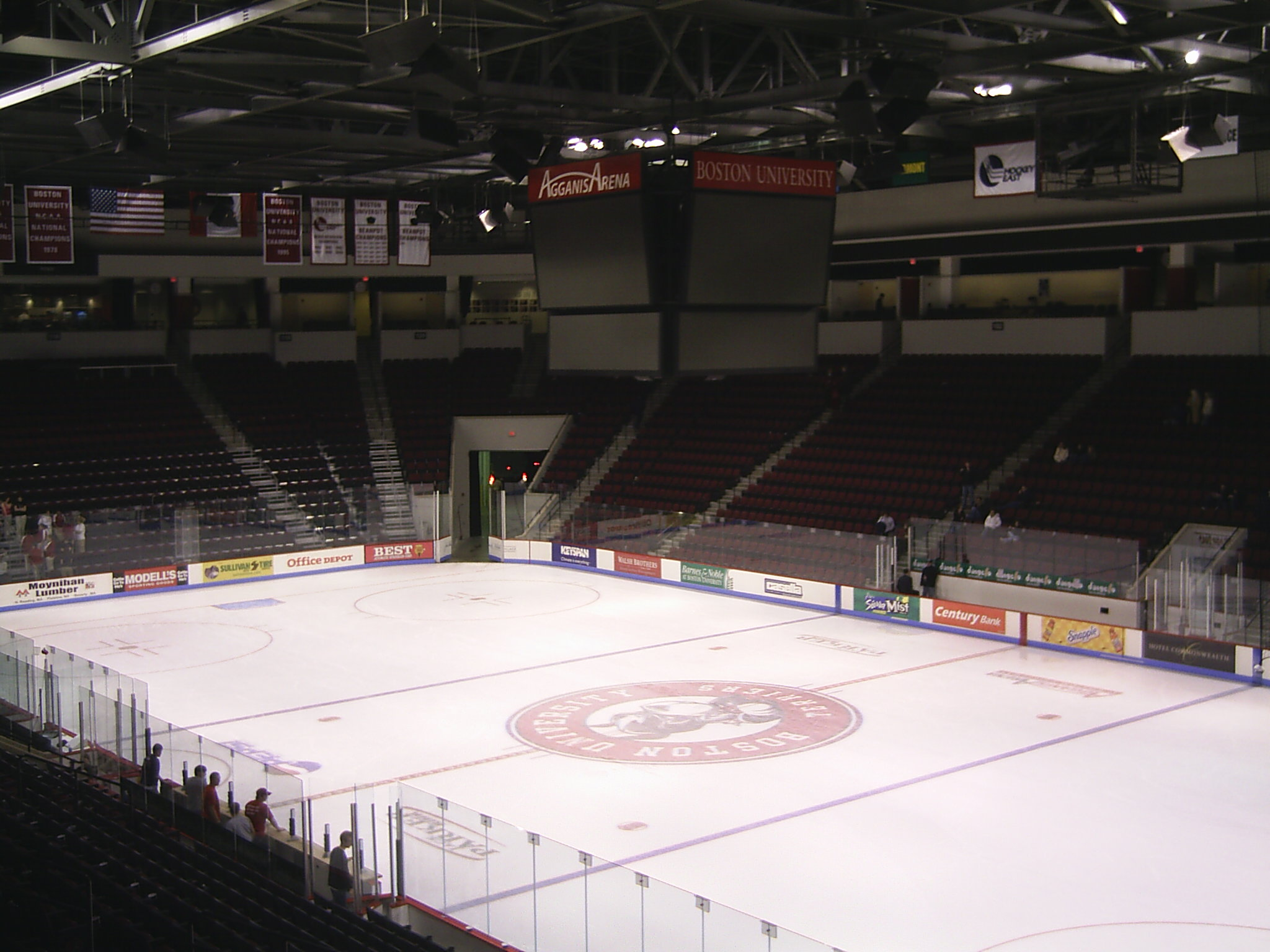
«Агганис Арена», на льду которой выступает хоккейная команда университета

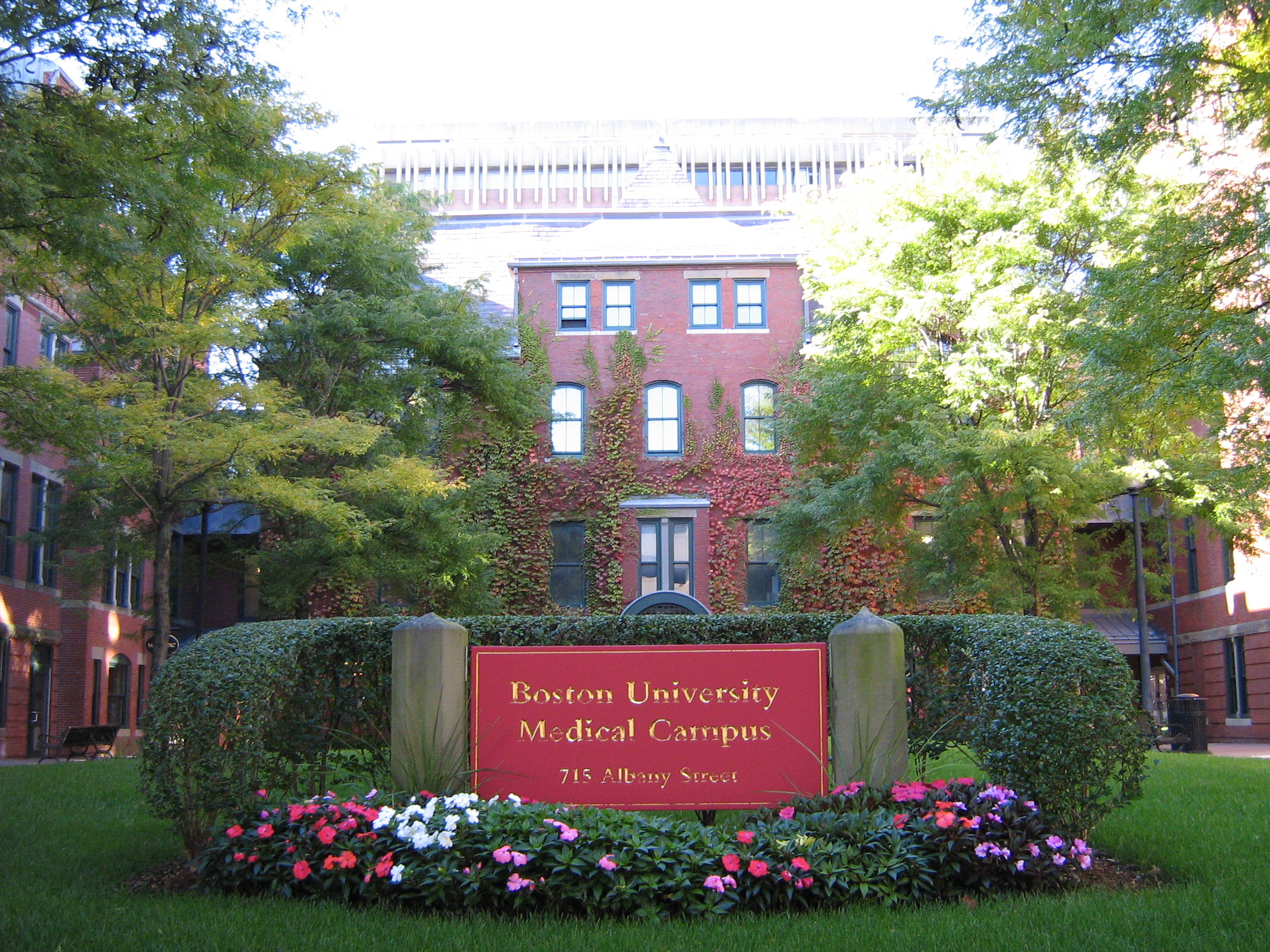
Кампус школы медицины

Бостонский университет (англ. Boston University, BU) — частный исследовательский университет, расположен в Бостоне, штат Массачусетс, США. Основан в 1839 году.
Второй по размерам исследовательский университет в стране: здесь обучается свыше 36 тысяч студентов и работает более 4 тысяч преподавателей. Университет предлагает обучение по докторским, магистрским и бакалаврским программам в 18 школах и колледжах.
В 2021 году Бостонский университет занял 54 позицию в рейтинге Wall Street Journal/Times Higher Education среди лучших университетов мира. Уставной фонд университета составляет $2.4 млрд
Студенты Бостонского университета проживают в трёх городских кампусах, расположенных на берегу реки Чарльз.

## Структура
Бостонский университет предлагает программы бакалавриата, магистратуры и докторантуры, а также медицинские, стоматологические и юридические степени в его 18 школах и колледжах. У каждой школы или колледжа университета есть своя аббревиатура из трёх букв, которая часто используется вместо названия целиком. К примеру, Колледж искусств и наук (College of Arts and Sciences) обычно называют CAS, Школу менеджмента (School of Management) называют SMG, Школу образования (School of Education) называют SED и т. д.

### Колледжи и школы
- Колледж изящных искусств
- Колледж искусств и наук
  - Высшая школа искусств и наук
- Колледж массовых коммуникаций
- Технологический колледж
- Колледж общего образования
- Отделение дополнительного образования
- Колледж здравоохранения и реабилитационных наук
- Школа администрирования здравоохранения
- Педагогическая школа
- Школа права
- Школа бизнеса имени Квестрома
- Метрополитен колледж
- Школа социальной работы
- Школа теологии
- Школа медицины
- Голдменская стоматологическая школа
- Школа общественного здравоохранения

### Рейтинги
Бостонский университет занял 10 место среди школ общественного здравоохранения, среди школ социальной работы занял 12 место, 20 место среди юридических школ, среди медицинских школ (научных исследований) — 29 место, среди инженерных школ занял 35 место, 41 место среди бизнес-школ, а среди образовательных школ — 45 место.
В 2014 году программа бакалавриата QSB (бизнес) Бостонского университета занял 23 место по Bloomberg Businessweek. В списке Топ-100 Глобальных университетов Newsweek (International Edition), Бостонский Университет занимает 35 место в Соединённых Штатах, а в мире — 65 место.
По состоянию на февраль 2016 года, экономический факультет Бостонского Университета занимает 20 место в мире.
Выпускники Биомедицинской инженерии и студенческие программы занимают 7 и 8 место соответственно и в стране, и в мире. Студенческая программа также является шестой по величине, ABET — аккредитованной программой в стране.
На национальном уровне высоко оценивается Колледж Коммуникационной журналистики и коммуникационных программ, а 11-е место в The Hollywood Reporter, в 2013 году, занимает её кинопрограмма.
В 2010 году среди глобальных программ MBA, согласно «The Economist», Школа менеджмента Бостонского университета занимает 42 место.

## Стоимость обучения
На 2011—2012 учебный год обучение стоит 61 108 долларов в год, при этом, если студент будет проживать в общежитии и питаться, то стоимость возрастёт до 72 618 долларов. Дополнительная стоимость учебников составляет, в среднем, ещё 940 долларов.

## Спорт
Бостонский университет имеет множество площадок для занятия такими видами спорта как хоккей, футбол, гольф, теннис, софтбол, крикет, плавание.